# Теория нарушения ожиданий
Теория нарушения ожиданий — теория коммуникации, которая анализирует, как люди реагируют на непредвиденные нарушения социальных норм и ожиданий.  Теория была разработана Джуди К. Бергун в конце 1970-х годов. Первоначально, Бергун анализировала ожидания людей в отношении личной дистанции при общении с другим человеком, а также как нарушение такой дистанции соотносится с отношением к конкретному человеку   В 1980-х и 1990-х имела название «теория нарушения невербальных ожиданий» и основывалась на исследованиях Бергун о проксемике.
Теория рассматривает общение как обмен поведениями, где поведение одного человека может нарушить ожидания другого. Участники общения могут воспринимать такой обмен как положительно, так и отрицательно, в зависимости от существующих личных отношений или того, насколько благосклонно воспринимается подобное нарушение. Нарушение ожиданий приводит к так называемому «возбуждению» и побуждает «получателя» дать когнитивную оценку нарушению.  Теория гласит, что ожидания влияют на результат коммуникационного взаимодействия как положительно, так и отрицательно - положительные нарушения увеличивают привлекательность нарушителя, а отрицательные нарушения её уменьшают. 
Помимо проксемики и изучения того, как люди интерпретируют нарушения в различных коммуникативных контекстах, теория нарушения ожиданий также даёт конкретные прогнозы относительно реакции индивидуумов на эти нарушения: либо он отвечает взаимностью  и перестраивают своё поведение соответственно, либо уравновешивает такое нарушение и противодействует ему.

## Компоненты
Теория нарушений ожиданий рассматривает три компонента в ситуациях межличностного общения: ожидания, валентность вознаграждения коммуникатора и валентность нарушения.

### Ожидания
Ожидание - это то, чего ожидает человек в конкретной ситуации. Ожидания в основном основаны на социальных нормах, специфических особенностях и идиосинкразии (психологической несовместимости) коммуникаторов.
Бергун (1978) отмечает, что люди не считают поведение других людей случайным. Скорее, у них разные ожидания относительно того, о чём должны думать люди и как должны вести себя. Теория нарушения ожиданий делает предположение, что наблюдение и взаимодействие с другими людьми приводят к формированию ожиданий. Существует два типа ожиданий: предсказывающие и предписывающие.  Предсказывающие ожидания - это «поведение, которое мы ожидаем увидеть, потому что оно самое распространённое» (Houser, 2005), и они отличаются в разных культурах. Предписывающие ожидания основаны на «убеждениях о том, как следует себя вести» и «что необходимо и желательно» (Houser, 2005).
Когда теория была впервые предложена,  она указывала на три фактора, которые влияют на ожидания человека: переменные взаимодействующих субъектов, переменные среды и переменные, связанные с характером взаимодействия. Переменные взаимодействующих субъектов - это черты лиц, вовлечённых в общение, такие как пол, привлекательность, раса, культура, статус и возраст. К переменным окружения относятся объём доступного пространства и характеристики территории, на которой происходит взаимодействие. Переменные, связанные с характером взаимодействия, включают социальные нормы, цель взаимодействия и формальность ситуации. 
Эти факторы позже преобразовались в характеристики коммуникатора, характеристики взаимодействия субъектов и контекст.  Характеристики коммуникатора включают в себя персональные черты, такие как внешний вид человека, его личность и стиль общения.  Они также включают такие факторы, как возраст, пол и этническая принадлежность. К характеристикам взаимодействия субъектов относятся такие факторы, как сходство, знакомство, статус и симпатия. Контекст охватывает как характеристики среды, так и взаимодействия. 

### Валентность вознаграждения коммуникатора
Валентность вознаграждения коммуникатора - это оценка одним человеком другого, который  нарушил социальные нормы и ожидания. Эм Гриффин резюмирует концепцию валентности вознаграждения коммуникатора как «сумму положительных и отрицательных характеристик поведения, с которыми человек пришёл на встречу, и возможности вознаграждать или наказывать в будущем». Бергун считает, что, когда один человек взаимодействует с другим, он или она будет оценивать эти «положительные и отрицательные характеристики поведения, с которыми другой человек пришёл на встречу». Термин «валентность вознаграждения коммуникатора» таким образом используется для описания результатов этой оценки. Например, человек будет чувствовать поддержку собеседника во время разговора, если тот будет кивать или активно реагировать на сказанное. И,наоборот, если слушатель избегает зрительного контакта, зевает или набирает текстовое сообщение во время разговора, подразумевается, что он не заинтересован в общении, и ожидания оратора могут быть нарушены.

### Валентность нарушения
Нарушения ожидаемого поведения заставляют человека обратить внимание на качества нарушителя и их взаимоотношения.  Ключевым компонентом  теории нарушения ожиданий является понятие валентности нарушения или то, как воспринимается нарушение человеком, чьи ожидания были нарушены. Так, реакция на нарушение ожиданий может быть положительной или отрицательной и зависит от двух условий: положительная или отрицательная интерпретация поведения и характера нарушителя. Нарушитель оценивается по многим категориям - привлекательность, престиж, способность предоставлять ресурсы или связанные с ними отношения. Например, нарушение личного пространства может иметь положительную валентность, если его совершит богатый, могущественный, физически привлекательный человек  противоположного пола, чем грязный, бедный бездомный. Те ожидания от коммуникации, которые есть у воспринимающего перед её началом (особенно оценка личных характеристик коммуникатора), ему свойственно предписывать и самой коммуникации.
Другой ракурс рассмотрения проблемы валентности нарушения состоит в том, что оценка даётся как раз нарушению, а характеристики нарушителя несущественны.

### Возбуждение
Нарушения ожиданий относятся к действиям, которые заметно отличаются от ожидаемого и классифицируются как вне диапазона ожидаемого. Термин «значение возбуждения» используется для описания последствий отклонений от ожиданий. Когда ожидания индивидуумов нарушаются, их интересы или внимание возбуждаются.
Когда возникает возбуждение, увеличивается интерес или внимание к отклонениям, что приводит к меньшему вниманию к сообщению и большему вниманию к источнику возбуждения. Существует два вида возбуждений: когнитивное и физическое. Когнитивное возбуждение – ментальное осознание нарушения. Физическое происходит тогда, когда происходит телесная реакция в ответ на отклонения от ожиданий.

### Порог угрозы
Бергун ввела термин «порог угрозы» для объяснения того, что у индивидуумов есть разные уровни толерантности по отношению к расстоянию между ними и нарушителями. Люди, у которых порог угрозы высок, чувствуют себя хорошо, даже несмотря на близость к нарушителю, в то время как люди с низким порогом угрозы чувствуют себя некомфортно на близком расстоянии к нарушителю.

## Основные теоретические положения

### Предположения
После оценки ожиданий, валентности нарушения и валентности вознаграждения коммуникатора в конкретной ситуации, можно дать довольно конкретные прогнозы относительно того, будет ли индивид, чьи ожидания были нарушены, отвечать взаимностью на поведение или препятствовать ему. Так, если и валентность нарушения, и валентность вознаграждения коммуникатора определяются как положительные, согласно теории между участниками коммуникации произойдёт обмен позитивным поведением.  Например, если после Вашей презентации Ваш босс Вам улыбнулся, Вы, скорее всего, улыбнётесь в ответ. Точно так же, если Вы определяете валентность нарушения как отрицательную и валентность вознаграждения коммуникатора как отрицательную, произойдёт обмен негативным поведением. Например, если неприятный коллега постоянно ворчит и грубит Вам, Вы, скорее всего, ответите на грубость, и он также сочтёт Вас неприятным.
Напротив, если кто-то определяет валентность нарушения как отрицательную, но считает валентность вознаграждения коммуникатора положительной, вполне вероятно, что человек компенсирует отрицательное поведение своего партнёра. Например, однажды к Вам заходит Ваш босс с угрюмым выражением лица и бросает стопку бумаг на стол перед Вами. Вместо того, чтобы нагрубить, теория нарушения ожиданий предсказывает, что вы постараетесь компенсировать  плохое настроение своего босса, возможно, спросив, все ли в порядке (Guerrero & Burgoon, 1996). Намного сложнее предсказать ситуацию, когда к человеку сформировалось негативное отношение (то есть валентность вознаграждения коммуникатора отрицательная), а он нарушает ожидания и ведёт себя достойно и «правильно» (валентность нарушения-положительная). В таком случае можно ожидать, что «воспринимающий» предпочтёт поверить ему, нежели дальше сомневаться дальше и перестроит своё поведение.
Можно выделить 6 основных утверждений, которые лежат в основе теории нарушения ожиданий: 
1. Людям всегда присущи ожидания относительно вербального и невербального поведения других людей во время общения
2. Нарушения этих ожиданий вызывают возбуждение и отвлечение, что ещё больше заставляет «воспринимающего» переключить своё внимание на личность другого человека, на их  отношения и на значение нарушения.
3. Валентность вознаграждения коммуникатора определяет то, как будет интерпретирована неоднозначная коммуникация
4. Валентность вознаграждения коммуникатора определяет, как оценивается поведение во время коммуникации.
5. Вариации нарушений определяются тремя факторами: (1) оценка поведения; (2) является ли поведение более или менее благоприятным, чем то, которое было ожидаемо; и (3) значительность нарушения. Положительное нарушение ожиданий происходит, когда поведение является более благоприятным, чем ожидаемое. Отрицательное нарушение ожиданий происходит, когда поведение менее благоприятно.
6. Положительные нарушения в поведении дают более благоприятные результаты, чем если бы поведение соответствовало  ожиданиям, а негативные нарушения в поведении приводят к более неблагоприятным результатам, чем если бы поведение соответствовало ожиданиям.

### Потребность в личном пространстве и чувстве принадлежности
Теория нарушений ожиданий основывается на ряде аксиом, лежащих в основе коммуникации.  Теория нарушений ожиданий предполагает, что у людей есть две конкурирующие потребности: потребность в личном пространстве и потребность в чувстве принадлежности и связи с другими. Теория нарушения ожиданий стремится объяснить термин «личное пространство» и те значения, которые формируются, когда мы его нарушаем.
Ещё одна особенность личного пространства - территориальность. По отношению к людям, понятие «территориальность» используется для описания чувства собственности над физическими объектами, пространством или идеями,  и ответного защитного поведения в случае вторжения на «его территорию». Выделяют три типа территорий: первичные, вторичные и общественные.  Первичные территории - территории, на которых существует исключительно индивид. Вторичные территории – это объекты, пространства или места, которые индивид рассматривает как временные; они не являются ни ключевыми в его жизни, ни принадлежат исключительно ему. «Общественные территории «доступны практически любому человеку на временное пользование» . В случае нарушения ожиданий индивида относительного разграничения этих территорий, следует ожидать реакции индивида и защиты «своей территории».

### Проксемика
Проксемика изучает расстояние между коммуникантами, которое несёт информацию о характере общения между ними, об их эмоциональном состоянии и о социально-культурных особенностях коммуникации.
В рамках теории нарушения ожиданий даётся определение понятию «личное пространство», и описываются всевозможные реакции в отношении индивидов, которые, как нам кажется, «нарушают» наше чувство личного пространства. Однако то, что мы определяем как личное пространство, варьируется от культуры к культуре и от человека к человеку. То, что каждый индивид ожидает от взаимодействия, будет влиять на личную готовность обоих индивидов рискнуть и повести себя несоответственно ожиданиям другого. Если человек чувствует себя комфортно во время общения, он с большей вероятностью рискнёт нарушить ожидания другого, чтобы «продвинуть» отношения вперед.
В разных культурах одно и то же поведение может быть интерпретировано по-разному. Например, японцы не обращаются друг к другу по имени, если только им не дали разрешения. Назвать кого-то по имени без разрешения в Японии считается оскорблением.

## Применение

### Межличностная коммуникация в близких взаимоотношениях
Важно отметить, что теория нарушения ожиданий может применяться как к взаимодействию людей, не состоящих в каких-либо отношениях друг с другом, так и к взаимоотношениям близких друг другу людей. В 1998 году, спустя более чем двадцать лет после опубликования теории, было проведено несколько исследований для описания типов ожидаемых нарушений, обычно встречающихся в близких взаимоотношениях. В одном из экспериментов парам друзей и романтическим партнёрам предложили подумать о том, когда в последний раз их друг или партнёр сделал или сказал что-то неожиданное. Было подчеркнуто, что неожиданное событие может быть как положительным, так и отрицательным. Участники вспомнили события, которые произошли, в среднем, пятью днями ранее, из чего было сделано предположение, что неожиданное поведение часто происходит в отношениях. Участники описывали ситуации как из бытовой жизни, так и говорили о серьёзных нарушениях ожиданий. Результатом проведённых исследований стал список из девяти общих категорий нарушений ожиданий, которые часто встречаются в отношениях. 
1. Поддержка или подтверждение - это акт, который обеспечивает социальную поддержку в определённое время, например, посидеть с другом, когда он болен.
2. Критика или обвинение. Критика и обвинение являются нарушениями, так как чаще всего бывают неожиданными. Например, когда один игрок в команде вместо того,     чтобы поддержать и приободрить товарища, когда тот не смог словить мяч, ругает его.
3. Усиление или эскалация отношений усиливает обязательства, взятые на себя коммуникатором. Например, выражение «Я тебя люблю» означает углубление романтических отношений.
4. Деэскалация отношений означает снижение взятых коммуникатором обязательств. Примером может быть проведение меньшего количества времени вместе в паре.
5. Нарушения (проступки) в отношениях - это нарушения устоявшихся в отношениях правил. Например, измена или обман.
6. Акты преданности - это неожиданные поступки и слова, которые подразумевают особую взаимосвязь. В эту категорию попадают такие поступки, как цветы без особых случаев.
7.  Акты пренебрежения показывают, что партнёр неважен другому. Даже простое исключение друга или партнёра из коллективного дела может быть расценено как акт пренебрежения.
8.  Жесты включения - это действия, которые показывают неожиданную заинтересованность в том, чтобы другой был включён в различные виды деятельности или жизнь другого человека. Например, приглашения провести отпуск вместе , разглашение личной информации или приглашение познакомиться с семьёй.
9.  Нехарактерное поведение в отношениях - это неожиданное действие, которое не согласуется с восприятием партнёром отношений. Например, когда один из друзей проявляет знаки внимания романтического характера.
В более позднем обзоре исследований категория «поддержка или подтверждение» была включена в  категорию «акты преданности» и включала другую категорию «нехарактерное социальное поведение». Это действия, которые не предполагают обязательных взаимоотношений между людьми, но являются неожиданными, например, тихий человек, повышающий голос. 
Реакция на нарушения ожиданий зависит от пола. Исследования показали, что женщины менее терпимы, чем мужчины, когда их ожидания нарушаются негативным поведением, независимо от типов нарушений. 

#### Использование мобильного телефона в романтических отношениях
Нарушения ожиданий часто случаются в романтических отношениях. Когда партнёры проводят время вместе, оба они  хотят получать внимание и чувствовать близкую связь друг с другом. Тем не менее, использование сотовых телефонов переключает внимание партнёра на виртуальное общение, и такое поведение будет расцениваться как отрицательное в определённых условиях и контекстах. Отрицательное поведение включает в себя текстовые сообщения, просмотр новостей и виртуальные игры.
Так, постоянное использование сотового телефона на свидании может раздражать партнёра и влияет на негативную оценку партнёром такого поведения; и нарушению и партнёру будет приписываться негативная валентность. Напротив, быстрый ответ на текстовое сообщение и дальнейшее переключение внимания на партнёра, допустимо.
Интересно, что такое поведение в разных случаях и контекстах оценивается по-разному с точки зрения валентности. Исследование показало, что отвлечение на сотовый телефон считается более негативным в ресторане, чем дома. В формальной обстановке люди ожидают более пристального к себе внимания, поэтому использование сотового телефона во время официального свидания нарушает их ожидания в негативном ключе. Напротив, когда мы говорим о повседневных ситуациях и ожидаем рассеянное внимание слушателей, например, на вечеринке, негативная степень нарушения ожиданий низка. 
Использование мобильных телефонов может рассматриваться как позитивное нарушение в том случае, если мы обмениваемся интересными сообщениями, публикациями  или в совместной онлайн-игре, так как такое использование не противоречит нашему ожиданию близости. 
Исследование также установило, что наиболее распространённым ответом, реакцией на нарушение ожиданий в отношении использования сотовых телефонов является то, что человек ничего не делает. 
Однако реакция зависит от этапа романтических отношений. На ранней стадии знакомства люди распространены невербальные реакции или  молчание. В более зрелых отношениях нарушению следует прямой словесный ответ. 

### Компьютерно-опосредованная коммуникация и социальные сети
Как уже упоминалось ранее, теория нарушения ожиданий значительно расширилась за эти годы, выйдя за пределы непосредственного личного общения и проксемики. Развитие информационных и коммуникационных технологий обеспечило инструменты для выражения себя и передачи сообщений, помимо простого ввода текста. Как уже обсуждалось, возбуждение может отвлечь внимание или интерес от сообщения на  источник возбуждения.  Виртуальные реалии, созданные онлайн через компьютерно-опосредованное общение, особенно те, которые создают эффект визуального присутствия через медиа,  могут увеличить уровни возбуждения, например, с высоким уровнем насилия или сексуального содержания.  Так же, как люди могут использовать просмотр телевизора для увеличения или уменьшения уровней возбуждения, люди могут использовать медиа в коммуникации в сети, чтобы увеличить или уменьшить уровни возбуждения.  Люди могут взаимодействовать с другими онлайн, присваивая им черты их аватаров, при этом это могут быть совсем разные люди. Различия в воспринимаемой близости, совместном присутствии и эмоциональном доверии могут очень сильно отличаться между коммуникацией аватаров и другими коммуникационными модальностями, такими как текстовый чат, аудио и аудиовизуальное сообщение.  Спектр мультимедиа, доступный  пользователям при общении с другими пользователями в Интернете, представляет собой множество потенциальных ожиданий, уникальных для компьютерно-опосредованной коммуникации.
Появление социальных сетей, таких как Facebook и Twitter, а также сайтов знакомств таких как Match.com и eHarmony, внесло большой вклад в более широкое использование компьютерно-опосредованной коммуникации, которая теперь предлагает контекст для изучения коммуникации, лишённой  невербальной информации. Хотя эти медиа появились относительно недавно, этого было достаточно для того, чтобы пользователи выработали нормы и ожидания относительно надлежащего поведения в онлайн-мире.  Тем не менее, исследователи отстают в изучении и понимании этих новых установленных норм, что делает компьютерно-опосредованную коммуникацию богатой для изучения  с точки зрения теории связи .
Рамирес и Ван изучали появление и время переключения модальности  или переход от онлайн-коммуникации к непосредственному личному общению в реальности  с точки зрения теории нарушения ожиданий. 
Их исследования зафиксировали  противоречивые результаты: в некоторых случаях отношения усиливались, а в других случаях ослабевали. Это говорит о том, что ожидания, оценки и результаты, которые связывают с первоначальными переключениями модальности, отличаются от индивида к индивиду. 
Кроме того, согласно проведённым исследованиям, когда люди, которые познакомились в Интернете, встречаются лично в первый раз, время, которое они провели общаясь друг с другом в Интернете, может определить, оценят они внешние характеристики собеседника положительно или отрицательно. 
В отличие от непосредственной личной коммуникации, компьютерно-опосредованная коммуникация позволяет людям притворяться, что они связаны с человеком, который нарушает их ожидания, игнорируя нарушения или фильтруя ленту новостей. Также люди могут полностью прекратить связь с кем-то, кто не имеет значения, удалив его из друзей, когда происходит серьёзное нарушение.
Конфронтация гораздо более вероятна для близких друзей, чем для знакомых, и компенсация гораздо более вероятна для знакомых, что идёт врозь с типичными предварениями теории нарушения ожиданий. Кроме того теория нарушения ожиданий в онлайн пространстве тесно связана с вопросами конфиденциальности в Интернете.

#### Facebook
В социальных сетях, таких как Facebook, люди связаны с друзьями, а иногда и с незнакомцами. Нарушения правил в Facebook могут включать слишком частое обновление статуса, чрезмерно эмоциональные статусы или сообщения на стене, споры в сети, публичное раскрытие имени через общедоступные функции Facebook, и теги на постах или изображениях, которые могут негативно влиять на личности.
Исследования также показали, что «удаление из друзей» на Facebook воспринимается как крайне негативное нарушение ожиданий, а продолжительность дружбы на Facebook и личные связи с удалившим из друзей характеризует насколько негативно воспримется этот акт. Кроме того, было установлено, что значимость нарушения также определяется тем, сообщило ли лицо другому лицу о своих действиях .
В исследовании, проведённом Fife, Nelson и Bayles из Университета Юго-восточного либерального искусства, было установлено пять тем, оносящихся к нарушениям ожиданий и использованию Facebook: 
- «Не преследуйте», а когда вы это сделаете, не говорите об этом»
  - Хотя среди пользователей Facebook существует понимание того, что все пользователи в том или ином ключе  используют сайт для отслеживания жизни других людей, чрезмерный мониторинг, скорее всего, будет восприниматься как нарушение ожиданий.

- «Не смущай меня плохими картинами»
  - Пользователи могут контролировать, какие изображения они публикуют на своей странице в Facebook, но у них нет возможности контролировать, что публикуют другие. Публикации и тегирование нелестных изображений других людей могут создавать нарушения ожиданий.

- «Не портите мой профиль»
  - Несколько участников раздражены тем, что другие намерено редактируют их профиль, зная, что такие изменения могут быть восприняты негативно; хотя эти участники не упомянули, почему они сами не изменили свой пароль или защитили себя другими способами.
- «Выберите подходящий форум для сообщений»
  - Участники Facebook обмениваются сообщениями через «Сообщения Facebook», которые не являются общедоступными, и через «Публикации на стене», которые могут просматривать все пользователи, указанные в настройках конфиденциальности. Публикация сообщений «на стене», которые могут восприниматься как конфиденциальные, неуместные или которые ставят в неудобное положение, может привести к нарушениям ожиданий.

- «Не конкурируйте за количество друзей»
  - У каждого пользователя Facebook есть количество «друзей» в социальной сети, число которых общедоступно. Участие в сравнении с другими людьми по этой статистике может привести к нарушениям ожиданий.

В 2010 году Штуцман и Крамер-Даффилд изучали мотивы студентов, чей профиль в Facebook открыт только для друзей. Наличие профиля только для друзей - это практический метод улучшения управления конфиденциальностью на Facebook. Штуцман и Крамер-Даффилд разделили аудиторию на предполагаемую, кому надеется открыть профиль пользователь, и ожидаемую аудиторию, группу людей, которой, как кажется пользователю, был показан его профиль. Исследование показало, что «те случаи, в которых ожидаемая аудитория не являлась предполагаемой, происходило нарушение ожиданий». Взаимоотношения в сети Facebook были разделены на разные уровни: близкие семейные связи и близкие друзей, слабые связи, состоящие из «случайных друзей и знакомых из кампуса» и аутсайдеров, таких как «преподаватели или администраторы». Согласно исследованию, нарушение ожиданий в отношении слабых связей по сравнению с другими сетевыми связями в Facebook было одним из причин для создания профиля «только для друзей».

#### Электронная почта
Электронная почта стала одним из наиболее широко используемых методов общения в организациях и на рабочих местах. Говоря о нарушении ожиданий в отношении коммуникации по электронной почте, как и по другим способам связи, необходимо проводить различие между непреднамеренными нарушениями норм и целенаправленными нарушениями, называемыми «отъявленным». «Отъявленное» определяется как враждебное и агрессивное взаимодействие с помощью текстовых инструментов компьютерно-опосредованной коммуникации.
Одной из форм нарушения ожиданий в электронной почте является время между отправкой первоначального сообщения по электронной почте и получением ответа на сообщение. Валентность вознаграждения коммуникатора играет большую роль в том, как нарушения ожиданий обрабатываются в сообщениях электронной почты. В компьютерно-опосредованной коммуникации у людей имеются определённые ожидания в отношении того, как человек будет общаться по электронной почте, основанные на индивидуальных особенностях человека. В онлайн среде нарушения не просто оцениваются как положительные или отрицательные, некоторые нарушения  можно оценить как неоднозначные, такие как поздний ответ на электронную почту. В 2017 году Николс и Райс заявили, что «когда отклонение неоднозначно, оценка вознаграждения коммуникатора будет определять восприятие отклонения».
Исследования в области хронемики показали, что в организациях статус отвечающего играет большую роль в том, как люди реагируют на различные упущения в ответ на ранее отправленное письмо. Длительные паузы между ответами вызвали положительную валентность нарушения ожидаемости, если отвечающий занимает высокую должность, и отрицательную, если отвечающий занимают среднюю или низкую позицию в организации. Однако в случае собеседований на работу длительные паузы негативно отражаются на отзывах о кандидатах, имевших большие шансы на приём на работу.

## Критика

### Предсказуемость и доказуемость
Теория нарушения ожиданий подверглась тщательной проверке за попытку представить закон, который регулировал бы определённые аспекты межличностного общения. Некоторые критики теории нарушения ожиданий считают, что большинство взаимодействий между людьми чрезвычайно сложны, и существует множество непредвиденных обстоятельств, которые могут случиться и должны быть отражены в теории. Таким образом, предсказание результатов поведения в конкретной ситуации практически невозможно спрогнозировать.
Другой пункт критики теории состоит в том, что нарушения являются весьма логичными действиями, негативными по своей природе и увеличивают состояние неопределённости  между коммуникаторами. В действительности же,  исследования показывают, что нарушения ожиданий различаются по частоте, важности и валентности. Хотя утверждение, что многие нарушения ожиданий имеют отрицательную валентность, верно, многие из них положительны и фактически уменьшают неопределённость, поскольку они предоставляют дополнительную информацию в рамках конкретных отношений, контекста и коммуникаторов.

#### Первый взгляд на теорию коммуникации
Эмори Гриффин, автор книги «Первый взгляд на теорию коммуникации», проанализировал непредсказуемость теории нарушений ожиданий. Во время эксперимента он общался с четырьмя учениками, у которых были различные просьбы к преподавателю. Студентам были даны псевдонимы Андре, Белинда, Чарли и Дон. Он специально выбрал имена, начинающиеся с первых четырёх букв английского алфавита A, B, C и D, чтобы представить возрастающую сложность запросов студентов.
Андре понадобилось согласие профессора Гриффина на получение им стипендии для выпускников. Во время их разговора, дистанция между ними была довольно мала, тем самым студент вторгся в личное пространство преподавателя. Согласно ранней модели Бергун, Андре ошибся, когда он пересек «порог угрозы» Гриффина; физический и психологический дискомфорт, который лектор мог испытывать, мог бы навредить делу. Однако в тот же день Гриффин написал рекомендательное письмо.
Белинде нужна была помощь с курсовой работой для другого предмета. Она попросила об этом с расстояния 2 футов (+_61 см). Как и предсказала Бергун, небольшая дистанция между Белиндой и Гриффином заставила его сосредоточить своё внимание на их непростых отношениях, нежели на просьбе, и её просьба была отклонена.
Чарли пригласил своего преподавателя сыграть в водное поло с другими учениками. Он пригласил его с правильного расстояния 7 футов (213 см), как раз вне диапазона взаимодействия, ожидаемого Гриффином. Однако его приглашение было отклонено.
Дон пригласила Гриффина на обед на следующий день, и она прокричала это из другого конца комнаты. В соответствии с моделью нарушения невербальных ожиданий такая подача приглашения гарантировала отказ, но на этот раз приглашение было принято.
Попытка Гриффина применить оригинальную модель Бергун к дистанции в общении между ним и его учениками не увенчалась успехом. Итого:
Модель нарушений невербальных ожиданий: 1
Непредсказуемое случайное поведение: 3
Однако когда Гриффин применил поздние пересмотренные стандарты теории нарушения ожиданий к своей реакции на нарушение личной дистанции в общении со студентами и своим ответам на их просьбы, итог оказался 4 из 4.

## Дальнейшее использование и развитие теории
Концепция маркетинга социальных норм содержит ряд положений, которые  лежат и в основе теории нарушения ожиданий. Согласно концепции маркетинга социальных норм, сообщения, содержащие фактическую информацию, но которые отличаются от принятой нормы, будут создавать положительное нарушение ожиданий. Такой приём используют в своих  кампаниях такие области, как реклама, стратегические коммуникации и связи с общественностью. 
Теория адаптации взаимодействия также исследует нарушения ожиданий. Разработанная Бергун для более всестороннего изучения социального взаимодействия, теория адаптации взаимодействия гласит, что люди вступают во взаимодействие с определёнными требованиями, ожиданиями и желаниями. Эти факторы влияют как на первоначальное поведение во время общения, так и на реакцию. Когда поведение собеседника отвечает потребностям, ожиданиям или желаниям индивида, его реакция будет положительной. Когда он сталкивается с поведением, которое не отвечает потребностям, ожиданиям или желаниям, реакция может быть как положительной, так и отрицательной в зависимости от степени нарушения и положительной или отрицательной валентности отношений между коммуникаторами.
Ожидания оказывают значительное влияние на модели взаимодействия между людьми, на их впечатления друг от друга и на результаты их взаимодействия.  Для людей, которые предполагают, что аудитория хорошо к ним относится, легче нарушить ожидания, и результат нарушения будет позитивнее, нежели для тех, к которым относятся хуже.
Когда актом нарушения является акт, который может иметь ни одно значение или иметь множество интерпретаций, как положительных, так и  отрицательных, тогда валентность вознаграждения коммуникатора может быть особенно важна в интерпретации, оценке и последующих результатах.
Теория нарушения ожиданий также выступает основой для анализа негативного влияния на романтические отношения ожиданий того,  что партнёр в романтических отношениях умеет читать мысли.  В 2015 году Райт и Ролофф объяснили, что ожидания заключаются в том, что партнёры уверены, что другой знает о его чувствах, даже если они не сообщали об этом друг другу. Когда партнёры в отношениях сделали что-то плохо или неправильно без осознания этого, ожидания нарушаются. В частности, те, у кого ожидания относительно понимания другим партнёром его чувств высоки, склонны больше страдать от подобных действий;  по их мнению партнёры даже не осознают, что они нарушают их ожидания.В исследовании утверждалось, что за такими нарушениями ожиданий следует такие реакции, как воинственный настрой и продолжительное молчание, что разрушает долгосрочные романтические отношения. 

## См.также
- Трансакционный анализ
- Проксемика